# Vicente Formi
Vicente Formi, seudónimo de Vicente Formichelli, fue un actor cómico argentino. Nació en la Localidad de Santos Lugares, pegado a la Capital Federal, Argentina, nació el 11 de diciembre de 1915 y falleció el 13 de septiembre de 2011.

## Primeros años
Era hijo de un matrimonio de italianos de Isernia, en la región de Molise: Domingo Formichelli y Micaela Santilli, que además tuvieron otros dos hijos: María y Guillermo. En Santos Lugares asistió a la escuela primaria, y al mismo tiempo que realizaba sus estudios divertía a los vecinos del barrio con morisquetas e improvisaciones.

## Teatro

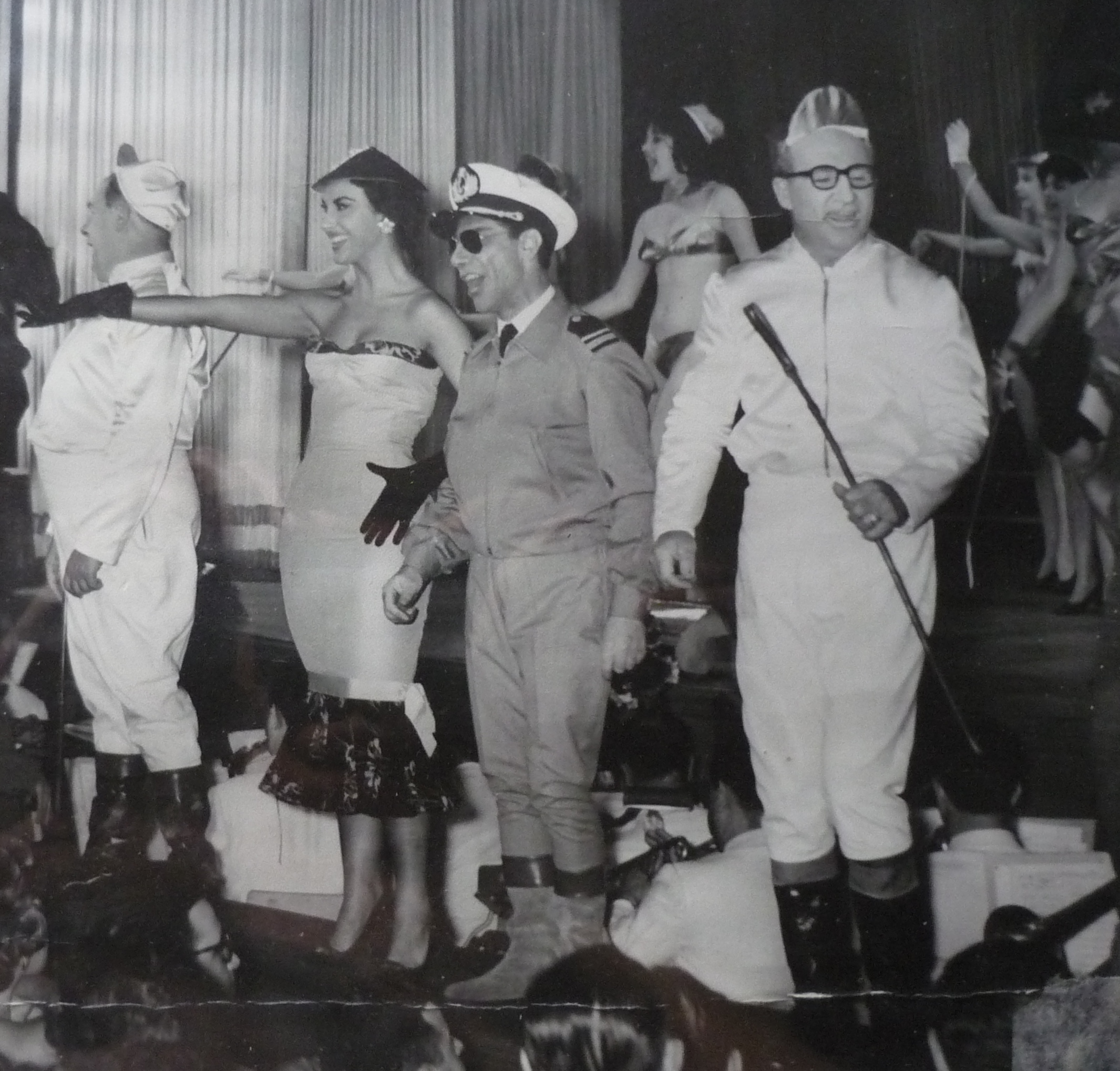
Vicente Formi

En 1940 decidió volcarse a las tablas cuando Antonio De Bassi le ofrece un papel en su compañía, A partir de ese momento nunca dejó de actuar en sus veinticinco años con el teatro. Fue un versátil actor de destacada capacidad artística tanto en la comedia como eficaz puntal de los espectáculos revisteriles. Entre sus trabajos más destacados figuran:
- 1943: Que no lo sepa Nicola! Teatro Marconi con Pepe Ratti, Tito Lagos, Toti Muñoz, Alfonso Amigo, Estela Vidal, Amalia Britos, Tota Ferreyra y Alicia Bari.

- 1944: ¡Spaghetti House! Teatro Apolo con Herminia Franco, Tito Lusiardo, Tono Andreu, Victoria Cuenca, Vicente Forastieri, Beba Bidart, y Ramón Garay.

- 1945: ¡Los Muchachos Quieren Volver! Teatro El Nacional con Victoria Cuenca, Mabel Miranda, Nené Cao, Carmen del Moral, Carlos Castro, Roberto García Ramos, Jesús Gómez y Ramón Garay.

- 1945: Está… Tutto Listo! Teatro El Nacional con Victoria Cuenca, Mabel Miranda, Nené Cao, Carmen del Moral, Carlos Castro, Roberto García Ramos, Jesús Gómez y Ramón Garay.

- 1947: Ya Cayó el Chivo en el Lazo Teatro El Nilo con Adolfo Stray, Jovita Luna, Arturo Palito, Concepción Sánchez, Héctor Bonatti, Elena Bozán, Eduardo de Labar y Lucila Sosa.

- 1947: Joven, Viudo y Oligarca Teatro El Nilo con Adolfo Stray, Jovita Luna, Arturo Palito, Concepción Sánchez, Claudio Martino, Elena Bozán, Eduardo de Labar y Lucila Sosa.

- 1947: Sangre Gringa Teatro Coliseo con Pepita Muñoz, Víctor Martucci, Amalia Britos, Gloria Ugarte, Enrique Belluscio, E. Borras, R. Rojas y E. Durante.

- 1947: ¡Malena Luce sus Pistolas! Teatro Casino con Tita Merello, Fidel Pintos, Pedro Quartucci, Blanquita Amaro, Rodolfo Díaz Soler, Diana Belmont, y Aristides Soler.

- 1947: ¿Casarse con una Viuda? ¡Qué cosa más peliaguda! Teatro Cómico con Pepe Ratti, Pepita Muñoz, Alfonso Amigo, Enrique Belluscio, Amalia Britos y Tito Lagos.

- 1949: ¡Las Cosas que hay que Aguantar… Para Poderse Casar! Teatro Variedades con Pepita Muñoz, Enrique Giacobino, Carmen Llambí, Alberto Soler, Fernando Chicharro, Rodolfo López Ervilha, Sarita De María y Melita Montes de Oca.

- 1949: Sangre Gringa Teatro Sena con Pepita Muñoz, Victor Martucci, Amalia Britos, Gloria Ugarte, Enrique Belluscio, J. Borras, A. Bari y G. Vega.

- 1950: Viuda, Fiera y Avivata Busca Soltero con… Plata Teatro Avellaneda con Pepita Muñoz, Juan Bono, Teresa Puente, Tito Lezama, Enrique Belluscio, Sarita de María, Nelly Ortiz y Amparo López.

- 1950: Cayó la Atómica en Casa Teatro Mitre con Leonor Rinaldi, Gerardo Chiarella, María Esther Paonessa, Patricio Azcarate, Jacinto Aicardi, María E. Lagos, Mabel Martino y Juan Sassano.

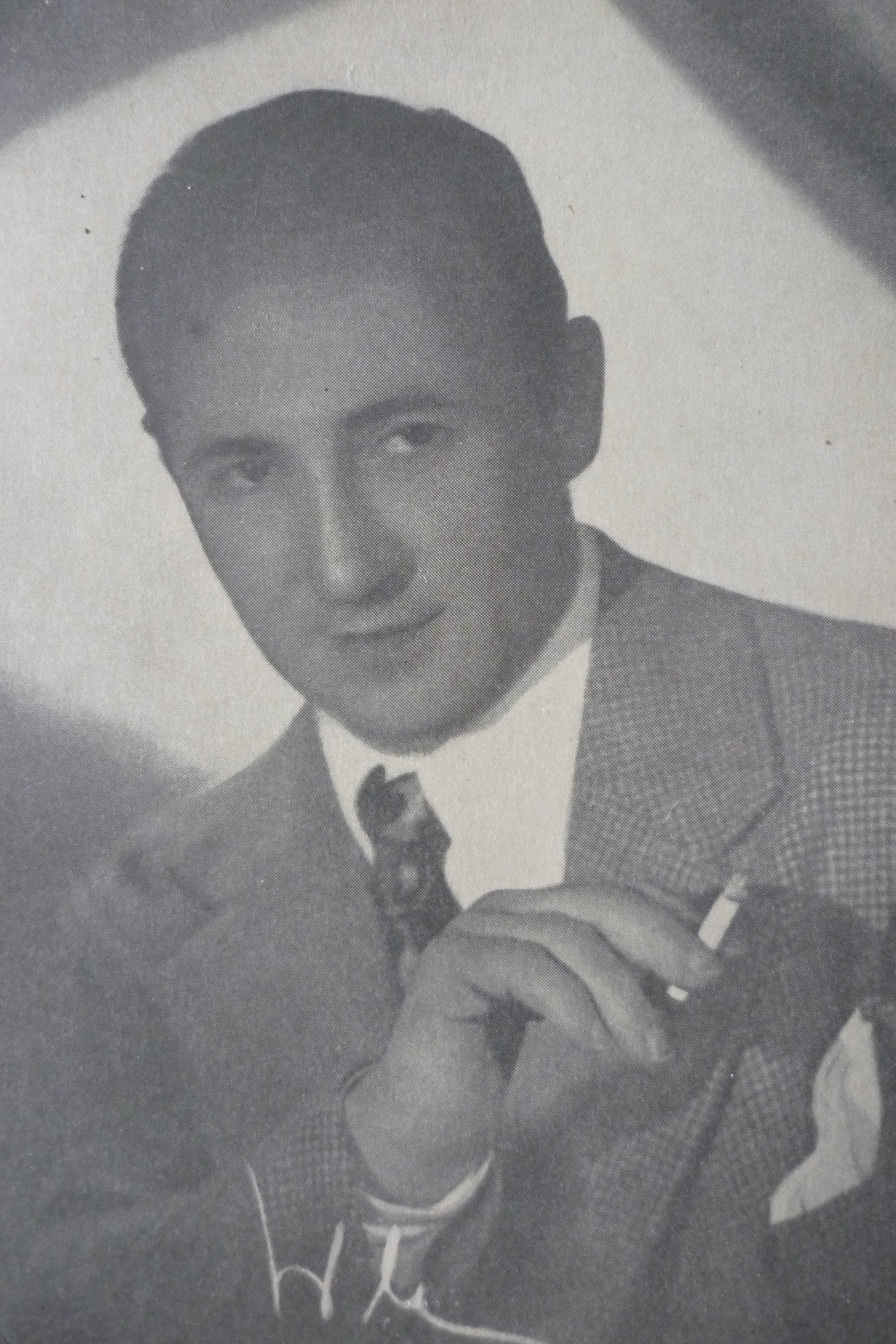
Vicente Formi

- 1951: ¡Que Gallego Macanudo!Teatro Estornell con José Ramírez, Carmen Llambí, Julio Bianquet, María E. Leguizamón, Tito Lezama, Pura Delqui, Pancho Romano y Germán Vega.

- 1951: Aquí se Armó la Gorda Teatro El Nacional con Pepe Ratti, Pepita Muñoz, Alfonso Amigo, Enrique Belluscio, Rosario Blasco y Tito Lagos.

- 1952: Papá Tiró la Chancleta Teatro Marconil con José Ramírez, Roberto García Ramos, Carmen Llambí, Germán Vega, Panchito Romano y Juan Boiso.

- 1953: Sangre Gringa Teatro Metropol con Pepita Muñoz, Víctor Martucci, Amalia Britos, Gloria Ugarte, Enrique Belluscio, Juan. Borras, Alicia Bari y Germán Vega.

- 1953: El Vivo Vive del Zonzo Teatro Select con Pepita Muñoz, Arturo Bamio, Ana M. Latapie, Aida Valdez, Enrique Belluscio, Alberto de Salvio, Alicia Bari y Víctor Martucci.

- 1953: ¡No Hay Suegra como la Mía! Teatro Select con Pepita Muñoz, Arturo Bamio, Ana M. Latapie, Aida Valdez, Enrique Belluscio, Alberto de Salvio, Alicia Bari y Víctor Martucci.

- 1953: Aquí Todos se Divierten Teatro Avenida y Municipal con Raimundo Pastore, Humberto Ortiz, Jack O`Neill, Estrella Rivera, Grises Tesera, Raquel Bor, Diana Roy y Anamar Arregui.

- 1953: En el Patagonia está la Paponia Teatro Patagonia con Raimundo Pastore, Humberto Ortiz, Jack O`Neill, Estrella Rivera, Olga Lamas, Raquel Bor, Diana Roy y Fernando Borel.

- 1953: De Aquí no nos Mueve Nadie!! Teatro Patagonia con Raimundo Pastore, Humberto Ortiz, Jack O`Neill, Estrella Rivera, Olga Lamas, Raquel Bor, Diana Roy y Fernando Borel.

- 1954: Ha Entrado un Hombre Desnudo Teatro Buenos Aires con Raimundo Pastore, Alba Regina, Roberto García Ramos, Delfy Miranda, Milagros Larraine, Roberto Chohare y José María Pedrosa.

- 1954: Cabalgata del Tango Teatro Argentino con: Dorita Acosta, Isabel Andina, Olga Arlet, Roberto Bertona, Fernando Borel, Agustín Castro Miranda, Pablo Cumo, Nelly Daren, Irene De Indart, Kini Del Valle, Maruja Ezquerra, Vicente Formi, Ramón Garay, Oscar Gutiérrez, Tita Gutiérrez, Pablo Hernando, Eber Lobato, Gladys Lobato, Haydée Menta, Cristina Mora, Lely Morel, Tita Moreno, Amadeo Novoa, Raimundo Pastore, Teresita Pintos, Dorita Ramos, Héctor Rivera, Sarita Ruassan, Oscar Soldati, Elena Soto y Mario Valetta. Autor, Producción y Dirección General Antonio De Bassi, Coreografía Eber Lobato, y Dirección Musical Lorenzo Barbero.

- 1954: ¡Flor de Folies Porteñas! Teatro Argentino con José Marrone, Azucena Maizani, Juanita Martinez, Agustín Castro Miranda, Lely Morel, Dorita Acosta, Telda Teran y Maruja Ezquerra.

- 1954: ¡Los Misterios del Desnudo! Teatro Argentino con José Marrone, Azucena Maizani, Juanita Martinez, Agustín Castro Miranda, Lely Morel, Dorita Acosta, Telda Teran y Maruja Ezquerra.

- 1954: Se dio Juego de Desnudos!!! Teatro Argentino con José Marrone, Azucena Maizani, Juanita Martinez, Héctor Rivera, Lely Morel, Dorita Acosta, Irene de Indart e Andina.

- 1954: La Revista Alegre! Teatro Argentino con José Marrone, Azucena Maizani, Juanita Martinez, Héctor Rivera, Lely Morel, Dorita Acosta, Irene de Indart e Isabel Andina.

- 1954: Hay de Todo, Menos Carne, en la Viña del Doctor… Teatro 18 de Julio con Raimundo Pastore, Alba Regina, Roberto García Ramos, María Leguizamos, Juan Daniele, Armando Parente, Cristina Mora y Carlos Romero.

- 1955: ¡El Padre Liborio! Teatro 18 de Julio con José Ramírez, Alberto Irizar, María Leguizamon, Carlos Bianquet, Blanca del Valle, Dora Quiroga, Eva Guerrero y Leonidas Brandi.

- 1956: El Cabo Scamione Teatro Astral con José Marrone, Juanita Martinez, Arturo Palito, Elda Dessel, Chola Oses, Patricio Azcarate, Aldo Kaiser y Raúl Carfin.

- 1956: Se Necesita un Hombre con Cara de Infeliz Teatro Cómico con José Marrone, Juanita Martínez, Patricio Azcarate, Hilda Rey, Juan Bosio, Roberto Miguez Montana, Elena Conte y Aldo Kaiser.

- 1956: Cristóbal Colón en la Facultad de Medicina Teatro Cómico con José Marrone, Juanita Martínez, Arturo Palito, Elena Conte, Monica Grey, Roberto Miguez Montana y Aldo Kaiser.

- 1957: Payucano Zonzo Teatro Italiano de Junín con Jesús Gómez, Aurora Sánchez, Floreal Domínguez, Lolita Gay, Raúl Sanuy, Norma Montana, Hugo Falcón y Alicia Montalbán.

- 1959: Buon Giorno Argentina Teatro El Nacional con Sexteto Carosone, Luis Arata, Julia Sandoval, Nené Cao, Eduardo Nobili, Olga Montenegro, Soledad del Río y Elsa Rey.

- 1960: Calma… Calma… Cada Cual Tendrá Su… Impala Teatro El Nacional con Adolfo Stray, Dorita Burgos, Roberto García Ramos, Mabel Luna, Marlene, Lucho Navarro, Pepe Parada, Miguel Cossa y Oscar Villa.

- 1961: !Chorros de petróleo¡ Teatro El Nacional con Adolfo Stray, Bob Bromley, Hermanas Berón, Beba Bidart, Dorita Burgos, Juan Carlos Mareco (Pinocho), Roberto García Ramos, Rita Varola, Ángel Eleta, Pepe Parada, Miguel Cossa y Susana Brunetti.

## Filmografía
En 1951 actuó en su único film:
- Vivir un Instante película en blanco y negro argentina dirigida por Tulio Demicheli sobre su propio guion, escrito en colaboración con Ulyses Petit de Murat, que se estrenó el 3 de mayo de 1951 y que tuvo como protagonistas a Tita Merello, Alberto Closas y Eduardo Cuitiño[1]

## Vida privada
En 1965 abandona definitivamente las tablas para dedicarse al comercio, inicialmente como vendedor de la empresa italiana “Necchí” (en donde despliega su histrionismo acuñado con los grandes maestros) y posteriormente como representante de la misma firma en la zona Norte del Gran Buenos Aires, con sucursales en San Fernando, Tigre y Pilar.Devenido en un gran mecánico maquinero trabajó hasta los 82 años. Murió el 13 de septiembre de 2011.